# Jelle Zijlstra
 Jelle Zijlstra (Oosterbierum, 27 augustus 1918 – Wassenaar, 23 december 2001) was een Nederlands politicus, voor de ARP en het CDA, en bankier. Hij was minister-president van Nederland van 1966 tot 1967. Hij leidde in die periode het kabinet-Zijlstra. Van 1967 tot en met 1981 was Zijlstra president van De Nederlandsche Bank N.V.

## Levensloop

### Jeugd
Na het behalen van het MULO- en HBS-diploma in Harlingen volgde de gereformeerde Zijlstra een opleiding aan de Nederlandse Economische Hogeschool te Rotterdam.

### Studententijd
De vervulling van de militaire dienstplicht en zijn onderduiken tijdens de Tweede Wereldoorlog (hij weigerde in 1943 de aan studenten verplichte loyaliteitsverklaring te tekenen) onderbraken tweemaal zijn studie. Tijdens zijn studie was hij lid en praeses van de Societas Studiosorum Reformatorum Roterodamensis (S.S.R.-R.). Hij werd lid van het dispuut U.C.R.I.G.E.S. Hij behaalde zijn doctoraalexamen economie in oktober 1945. Hij was daarna werkzaam bij de Nederlandse Economische Hogeschool als assistent en vanaf 1946 als hoofdassistent in het economisch onderzoek. In 1947 werd hij benoemd tot lector.

## Carrière

### Wetenschappelijke carrière
Zijlstra promoveerde in 1948 aan de Rotterdamse Handelshogeschool op het proefschrift "De omloopsnelheid van het geld en haar betekenis voor de geldwaarde en het monetaire evenwicht". Hij werd nog in hetzelfde jaar benoemd tot hoogleraar in de theoretische economie aan de Vrije Universiteit van Amsterdam. Hij was lid van de Anti-Revolutionaire Partij (ARP), in 1980 opgegaan in het Christen Democratisch Appèl (CDA).

### Ministerschappen

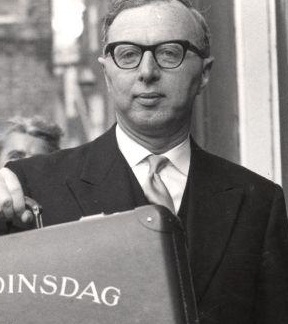
Minister Zijlstra met het in Nederland bekende koffertje van de "Derde Dinsdag in September", komt de miljoenennota 1961 aanbieden in de Tweede Kamer

Van 2 september 1952 tot 24 juli 1963 was hij minister van Economische Zaken in het tweede en het derde kabinet-Drees, van Economische Zaken en van Financiën als "ad interim" in het kabinet-Beel II en van Financiën in het kabinet-De Quay.
Zijlstra werd gevraagd als minister naar aanleiding van drie constructief-kritische artikelen in economievakblad ESB over de studie De weg naar vrijheid van het wetenschappelijk bureau van de PvdA.
Zijn leven lang zou Zijlstra volhouden dat zijn hart bij de economische wetenschap lag en dat hij slechts uit plichtsbesef en na lang aarzelen de politiek was ingegaan.

#### Beleid
In deze periode negeerde Zijlstra de oproep tot het vormen van een staatsfonds voor de aardgasbaten. Volgens critici een "historische fout" die in ieder geval leidde tot wat in de economische wetenschap de Hollandse ziekte is gaan heten. De Nederlandse gulden werd zo hard dat de internationale concurrentiepositie werd ondermijnd.
Zijlstra was inhoudelijk verantwoordelijk voor de geleide loonpolitiek en de sociale woningbouw.

### Hoogleraarschap in de openbare financiën
Zijlstra werd na zijn ministerschap benoemd tot hoogleraar in de leer der openbare financiën aan de Vrije Universiteit van Amsterdam. Van 1963 tot 1966 was hij ook lid van de Eerste Kamer der Staten-Generaal.

### Minister-president
Na de val van het kabinet-Cals was hij van 22 november 1966 tot 5 april 1967 minister-president en minister van financiën van het interim-kabinet dat zijn naam draagt. De benoeming tot president van De Nederlandsche Bank, gedaan door minister Vondeling, moest voorlopig ongedaan worden gemaakt vanwege Zijlstra's premierschap. De cabaretier Wim Kan stelde in zijn oudejaarsconference van 1966, dat Zijlstra alvorens bankpresident te worden, eerst moest zorgen dat er wat op die bank stond.

### Centraal bankier

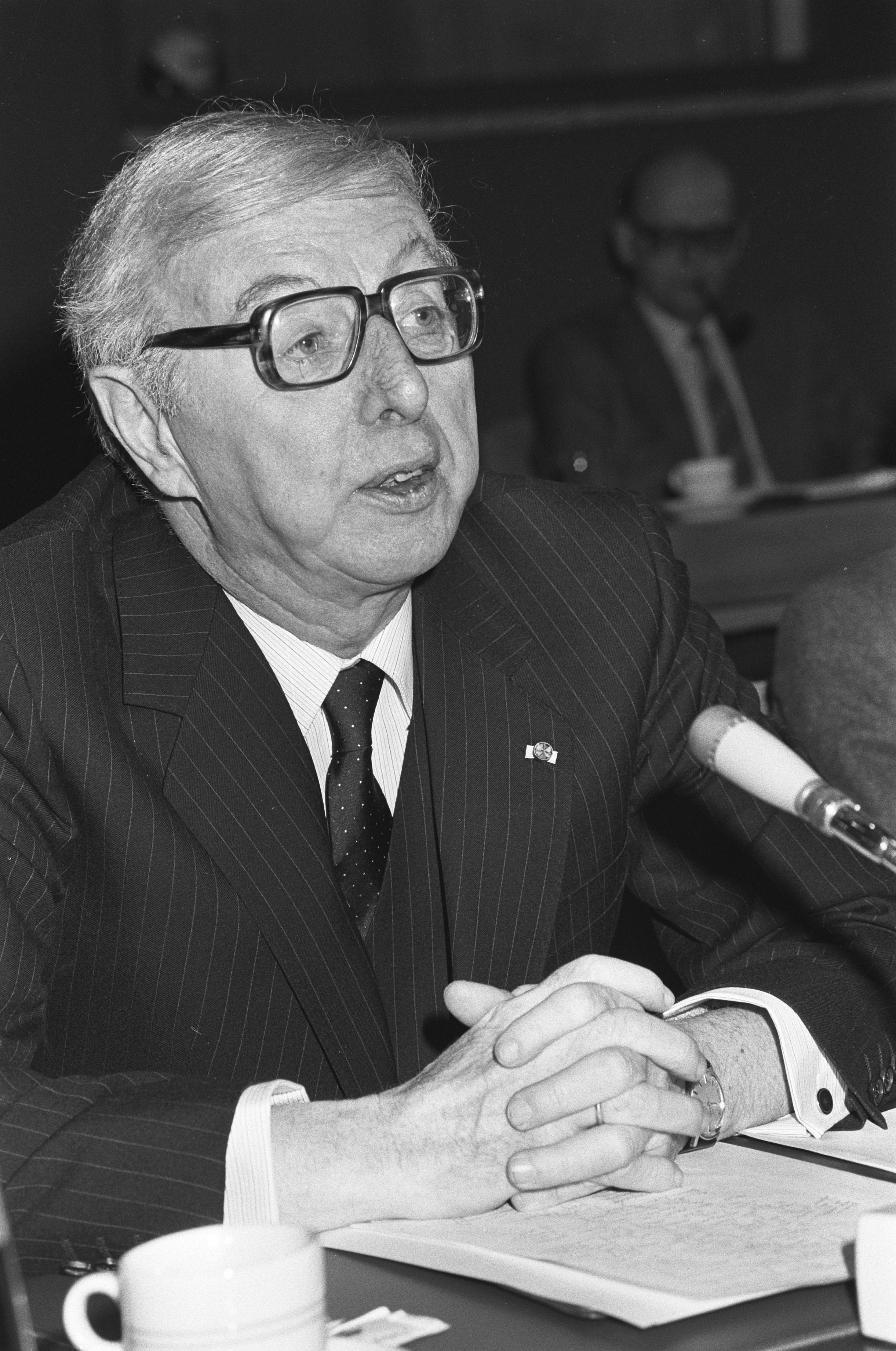
Zijlstra bij zijn aftreden als president van De Nederlandsche Bank in 1981

Vanaf 1967 tot en met 1981 was Zijlstra president van De Nederlandsche Bank N.V. Samen met de directeur buitenlands beleid van de bank, André Szász, ontwikkelde hij het "harde-guldenbeleid". De gulden werd gekoppeld aan de Duitse mark en Nederland volgde het Duitse monetaire beleid. De economie van de Bondsrepubliek Duitsland groeide razendsnel in die dagen en daar haakte Nederland graag bij aan. Ook was Zijlstra in die jaren president van de Bank voor Internationale Betalingen te Bazel.
Op 30 april 1983 werd Zijlstra benoemd tot Minister van Staat. Hij heeft vele bestuursfuncties en commissariaten vervuld en was ook een peetoom van de latere koning Willem-Alexander.

### Overlijden
In december 2001 overleed Zijlstra op 83-jarige leeftijd. Hij werd begraven op de begraafplaats bij de Dorpskerk van de Hervormde Gemeente aan het Plein te Wassenaar.

## "Jelle zal wel zien"
In 1966 zong de cabaretier Wim Kan in de oudejaarsconference het lied Waar we heen gaan, met als refrein een herhaald Jelle zal wel zien op de melodie van het lied Yellow Submarine van The Beatles. Het was in Nederland in 1967 een grote carnavalshit. Een week na carnaval waren er landelijke verkiezingen.

## Privéleven
Zijlstra trouwde in 1946 met Hetty Bloksma, die hij al sinds zijn jeugd kende. Zij kwam uit een nabijgelegen dorpje en was eveneens Fries. Hoewel ze slechts haar lagere school had afgemaakt, werd ze door haar intelligentie en charmante voorkomen snel geaccepteerd. Ook de houding van Zijlstra, die respect naar zijn vrouw een voorwaarde vond voor omgang, hielp hierbij. Toch vroeg hij haar vrijwel nooit om raad en hield hij privé en werk strikt gescheiden. Het echtpaar kreeg drie kinderen.